# SWARZ-6235.00
SWARZ-6235.00 – typ niskopodłogowego trolejbusu, wytwarzanego w latach 2008–2012 w moskiewskich zakładach SWARZ w oparciu o części białoruskich trolejbusów MAZ 103T.

## Konstrukcja
Trolejbusy montowano z gotowych części MAZ-ów 103T. Od pierwowzoru odróżniają się zastosowaniem silnika asynchronicznego typu TAD-3 i możliwością przejechania 50 km bez zasilania z sieci trakcyjnej. Zmieniono także wygląd zewnętrzny poprzez montaż ścian przednich identycznych z tymi w autobusach MAZ 103 najnowszych generacji. Trolejbusy wyprodukowane w 2011 r. mają zmodernizowaną deskę rozdzielczą i pneumatyczny system opuszczania odbieraków prądu, a trolejbusy z 2012 r. wyposażono w klimatyzację przedziału pasażerskiego.

## Dostawy
| Państwo        | Miasto         | Lata dostaw    | Liczba | Numery taborowe |       |
| -------------- | -------------- | -------------- | ------ | --------------- | ----- |
| Rosja          | Moskwa         | 2008–2012      | 100    |                 | [ 1 ] |
| Łączna liczba: | Łączna liczba: | Łączna liczba: | 100    |                 |       |